# مهرجان العيطة
تنظم وزارة الثقافة المغربية بتعاون مع عمالةإقليمآسفي والمجلس الجهوي لدكالة عبدة والمجالس البلدية والمجموعة الحضرية لمدينة آسفي مهرجان العيطة.
تشارك في هذا المهرجان مجموعات وفرق من فن العيطة من مختلف أقاليم المملكة التي ترعرع وتجدر فيها هذا الفن : آسفي – الدار البيضاء – الجديدة – بني ملال – خريبكة – مراكش – قلعة السراغنة – القنيطرة – خنيفرة وتاونات.
ويتم اختيار الفرق المشاركة من الشيوخ والشباب حسب الأنماط المعروفة في هذا الفن.
- العيطةالحصباوية
- العيطة الزعرية
- العيطة الحوزية
- العيطة الجبلية
- العيطة الغرباوية
- العيطة المرساوية
- العيطة الملالية

تهدف الفعاليات الثقافية من خلال تنظيمها لهذا المهرجان إلى العناية به وتوثيقه والحفاظ عليه وحمايته، وتشجيع الفرق التي تهتم بهذا الفن خاصة فرق الشيوخ منها وذلك بتحفيزها على العطاء والاستمرار مع الاعتراف بخدمات الشيوخ ورموز هذا الفن وتكريمهم والأخذ بيدهم وحثهم على تكوين الشباب وتلقينه أصول وأساليب هذا الفن البديع, وعمل التعريف بهذا الفن وإشاعته في الأوساط والأرجاء التي لا زالت لا تعرف عنه الكثير.

## روادها
- فاطنة بنت الحسين
- ولاد بنعكيدة
- الحاجة الحمونية
- الحاجة الحمداوية
- خديجة البيضاوية
- عبد الله البيضاوي
- بوشعيب البيضاوي
- حجيب
- بوشعيب الجديدي
- أولاد البوعزاوي
- عبد العزيز الستاتي